# 密爾瓦基 (俄勒岡州)
密爾瓦基（英語：Milwaukie）是美國俄勒岡州克拉克默斯郡的一座城市；該市的一小部分延伸至馬爾特諾馬郡。 根據2020年美國人口普查的數據顯示，密爾瓦基的人口為21,119人。該市始建於1847年，位於威拉米特河畔，素有“西部山茱萸城”之稱。該市現在是波特蘭的郊區，並且毗鄰克拉克馬斯的非建制地區和奧克格羅夫。

## 地理
根據美國普查局的數據顯示，密爾瓦基的總面積為4.85平方英里（12.56平方公里），其中 4.82平方英里（12.48平方公里）為陸地，0.03平方英里（0.08平方公里）為水域。